# Nicolaes Maes
Nicolaes Maes (født januar 1632 i Dordrecht, død 24. november 1693 i Amsterdam) var en hollandsk barokmaler, der lavede genre og portrætbilleder.
Nicolaes Maes blev født i Dordrecht som søn af handelsmanden Gerrit Maes. Omkring 1648 begyndte han at studere i Rembrandts atelier i Amsterdam. I den første tid malede Maes for det meste i sin lærermesters stil, men gik senere over til at arbejde med en mere dæmpet farveskala for at tilfredsstille datidens publikum. I dag betragtes hans tidlige værker som de mest succesfulde. Han er mest kendt for sine interiørbilleder. En kort overgang var Maes også virksom i Antwerpen.